# Begonia huegelii
Begonia huegelii é uma espécie de  planta do gênero Begonia e da família Begoniaceae.

## Taxonomia
A espécie foi descrita em 1864 por Alphonse Pyramus de Candolle.
O seguinte sinônimo já foi catalogado:  
- Wageneria huegelii  Klotzsch

## Forma de vida
É uma espécie terrícola e subarbustiva.

## Descrição
Subarbustos eretos de até 2m, escamoso-escabrosos,
escamas arredondadas; entrenós nos ramos distais 2-4cm e nos basais 6-6,5cm. Folhas
com estípulas caducas, triangulares, ápice aristado, ca. 10 mm, pilosas;
pecíolos escamosos, não ornamentados no ápice, 9,5-22cm; ; lâmina basifixa,
simétrica, lobada, cordiforme, base cordada, 
margem denteado-lobada, ápice levemente acuminado, ca. 20 × 40cm,
escabrosa em ambas as faces, palmatinérvea, 5-6 nervuras. Cimeiras 3-4 ramificadas; brácteas caducas, ca. 50 cm,
triangulares. Flores estaminadas com
pedicelo 7 mm, pilosos;
tépalas 4, alvas, as externas
levemente triangulares, ca. 5 × 7mm, ápice arredondado, glabras na face
ventral, densamente pilosas na face dorsal, as internas lanceoladas, ca. 5 × 2mm, ápice obtuso, glabras; estames ca. 20, anteras rimosas, linear-oblongas,
conectivos pouco desenvolvidos. Flores pistiladas pedicelo 4-5 mm;
bractéolas 2, caducas; tépalas 5, alvas a róseo claras, ovais, subiguais, ca.
10 × 3mm, ápice de obtuso a agudo, margem crenada a denteada em direção ao
ápice, glabriúsculas, placenta inteira. Cápsulas pilosas, alas 3, desiguais entre si, ala maior
2-3 vezes o tamanho das menores, com ápice arredondado. Sementes oblongas
a cilíndricas.

## Conservação
A espécie faz parte da Lista Vermelha das espécies ameaçadas do estado do Espírito Santo, no sudeste do Brasil. A lista foi publicada em 13 de junho de 2005 por intermédio do decreto estadual nº 1.499-R.

## Distribuição
A espécie é endêmica do Brasil e encontrada nos estados brasileiros de Espírito Santo, Minas Gerais, Rio de Janeiro e São Paulo.
A espécie é encontrada no domínio fitogeográfico de Mata Atlântica, em regiões com vegetação de floresta ombrófila pluvial.